# Sophia Foster-Dimino
Pour les articles homonymes, voir Foster.
Sophia Foster-Dimino est une autrice de bande dessinée et illustratrice américaine.

## Récompense
- 2015 : Prix Ignatz de la meilleure série pour Sex Fantasy, du meilleur minicomic pour Sex Fantasy no 4 et du nouveau talent prometteur pour Sex Fantasy et Sphincter
- 2018 : Prix Ignatz du meilleur recueil pour Sex Fantasy